# Luciano Lattanzi
Luciano Lattanzi (* 1925 in Carrara; † 2011) war ein Italienischer Romanautor, Maler und Bildhauer und Vertreter des Schematismus.

## Leben
Luciano Lattanzi erkrankte während des Zweiten Weltkrieges schwer und musste mehrere Jahre in Sanatorien verbringen. Während dieser Zeit lernte er Französisch, Englisch, Spanisch und Deutsch.
In den Jahren 1947 bis 1956 studierte er Anglistik am Instituto Orientale in Neapel. Im Rahmen dieser Studien erhielt er auch ein Auslandsstipendium für einen Besuch der University of Minnesota in den USA. In der Folge nahm Lattanzi an einem Symposium im American Center in Berlin zum Thema der europäischen Einheit teil. Aus dem Erlebten entstand Lattanzis erster Roman, Ein Humorist der Provinz, auf den Werke über vergleichende Literatur und abstrakte Dichtung folgten. Über den Versuch, in seiner Dichtung die gesamte Realität auf Rationales zu reduzieren, gelangte Lattanzi schließlich zur Malerei und speziell zum Schematismus. Hier fand er eine universelle Sprache, die sich auf Urschemata zusammensetzte und die Realität besser beschreiben konnte, als Wort-Sprachen.

## Ausstellungen
- 1957: New Vision Centre Gallery, London[1]
- 1958
  - Galerie Fürstenberg, Paris
  - Galleria Numero, Florenz
  - Galerie Mistral, Brüssel
- 1959
  - Galleria Prisma, Mailand
  - Galleria Appia Antica, Rom
- 1960
  - University Gallery, Minneapolis, USA
  - Galleria il Cancello, Bologna
  - Galerie le Soleil Dans la Tete, Paris
  - Galerie Zodiaque, Brüssel
- 1961
  - Drian Gallery, London
  - Galleria Montenapoleone, Mailand (mit Werner Schreib)
  - Galerie Beno, Zürich (mit Werner Schreib)
- 1962
  - Galerie Brusberg, Hannover (mit Werner Schreib)
  - Galerie le Soleil dans la Tete, Paris (mit Werner Schreib)
- 1963
  - Galleria Cavallino, Venedig
  - Galerie Brusberg, Hannover (mit Harry Kramer)
  - Deutsche Bibliothek, Rom (mit Werner Schreib)
  - Stedelijk Museum, „Art et Ecriture“, Amsterdam
  - Staatliche Kunsthalle, „Schnitt und Bild“, Baden-Baden
  - Biennale, S. Marino
  - Trigon, Graz
- 1964
  - Galerie Sydow, Frankfurt
  - New Vision Centre Gallery, London
  - Galerie Arco D'Alibert, Rom
  - Galerie A. „Action et Reflection“, Paris
  - XXXII Biennale, Venedig
  - Galerie Elitzer, Saarbrücken
- 1965
  - Galleria Cadario, Mailand
  - Galerie le Gendre, Paris
  - VII Expo de la Gravure, Ljubiana
- 1966
  - I Internationale Malerwochen, Graz
  - Galerie Lauter, Mannheim (mit Werner Schreib)
  - Galerie Buchholz, München
  - Galerie Brusberg, Hannover
- 1967
  - Galleria Cadario, Rom (mit Georges Noël)
  - Galerie Facchetti, Paris
  - Galerie Houston-Brown, „Schemas“, Paris
  - Landesmuseum Joanneum, Graz
  - Internationale der Zeichnung, Darmstadt
- 1968
  - Musee Galliera, „Expo Hepta“, Paris
  - Galerie Mikro, „Berliner Skizzen“, Berlin
  - Galerie Falazik, Bochum
- 1969
  - Galeria Solaria, Mailand
  - Biennale Nazionale, Bozen
  - Landesmuseum, „Napoleon 69“, Schleswig
- 1970
  - Galleria Falchi, Mailand
  - Kunstforening, „Neue Ornamentik“, Flensburg
- 1971
  - Galleria Pourquoi Pas, Genua
  - Studio Del Beccaro, Mailand
  - Galleria Arnetta, Gallarate
- 1972
  - Heidelberger Kunstverein, „Neue Ornamentale Kunst“, Heidelberg
  - Salone della Permanente, Biennale dell'Inclusione, Mailand
- 1973
  - Kunstverein Wolfsburg, „Sammlung K. Hoffmann“, Wolfsburg
- 1975
  - Galleria dei Bibliofili, Mailand
- 1976
  - Gallerita, Mailand
- 1977
  - Städtische Galerie, „Semantische Radierungen“, Wolfsburg
- 1978
  - Transart, Mailand
  - Dolly Fiterman Gallery, Minneapolis, USA
  - Gallerita, Mailand
- 1979
  - Frankfurter Galerie, Frankfurt (mit Werner Schreib)
- 1980
  - Dolly Fiterman Gallery, Minneapolis, USA
  - Gallerita, Mailand
  - Frankfurter Galerie, Frankfurt
- 1981
  - Galerie Judes, Meiborssen
  - Studio Santandrea, Mailand
- 1983
  - Galerie Apicella, Bonn
  - Galerie von Loe, Königstein
  - Galerie Dohmen, Frankfurt
- 1984
  - Galleria Peccolo, Livorno
  - Gallerita, Mailand
- 1985
  - Centre S.B.S. Tour Rubis, Paris
  - Galerie Monika Beck, Schwarzenacker
  - Spazio Quattro, „Generazione Anni Venti“, Como
- 1986
  - Salon Figuration Critique, Grand Palais, Paris
  - Gallerita, „Homage a Robert Estivals“, Mailand
  - Salon Ecritures, Paris
- 1987
  - Dolly Fiterman Gallery, Minneapolis, USA
  - Galerie L’Oeil de Boeuf, Paris
  - Salon „Signe-Schema-Image“, Grand Palais, Paris